# Lisa Scott-Lee
Lisa Michelle Scott-Lee (5 novembre 1975) è una cantante britannica.
Si è diplomata alla scuola Italia Conti Academy of Theatre Arts. Scott-Lee è famosa per far parte del gruppo Steps, formatosi nel 1997 e scioltosi nel 2001, riformatosi nel 2011 e in tour dal 2012.
Lisa Scott-Lee ha pubblicato il primo album, Never or Now, il 4 giugno 2007.

## Discografia

### Album in studio
- Step One (1998)
- Steptacular (1999)
- Buzz (2000)
- Never or Now (2007)
- Light Up the World (2012)
- Tears on the Dancefloor (2017)